# 中彩網通控股
中彩網通控股有限公司，簡稱中彩網通控股，以及中彩網通（英語：China Netcom Technology Holdings Limited，港交所：8071），是一家港交所創業板上市公司，於2010年12月10日由中國金屬資源控股有限公司更名而來。
現時業務在國內經營彩票、博彩資訊科技行業，總部位於香港金鐘道89號力寶中心第1座10樓1006室。
現時董事長和總裁為孫海濤。
2018年將由51人品公司注資進去!!51人品公司是國內金融公司

## 連結
- ChinaNetcomTech.com